# Svjetsko prvenstvo u nogometu za žene – Švedska 1995.
Svjetsko prvenstvo u nogometu za žene 1995. održavalo se u Švedskoj, a naslov svjetskog prvaka osvojila je reprezentacija Norveške.